# Alfara del Patriarca
Alfara del Patriarca é um município da Espanha na província de Valência, Comunidade Valenciana. Tem 2 km² de área e em 2021 tinha 3 301 habitantes (densidade: 1 650,5 hab./km²).

## Demografia
| Variação demográfica do município entre 1991 e 2004 | Variação demográfica do município entre 1991 e 2004 | Variação demográfica do município entre 1991 e 2004 | Variação demográfica do município entre 1991 e 2004 |
| --------------------------------------------------- | --------------------------------------------------- | --------------------------------------------------- | --------------------------------------------------- |
| 1991                                                | 1996                                                | 2001                                                | 2004                                                |
| 2835                                                | 2733                                                | 2623                                                | 2779                                                |